# Cinefantastique
Cinefantastique ist der ursprüngliche Titel einer beginnend 1970 erschienenen, US-amerikanischen Fachzeitschrift über Science-Fiction-, Horror- und Fantasy-Spielfilme und -Fernsehserien. Ab 2003 und bis zur Einstellung der Zeitschrift als Printmedium 2006 erschien das Magazin unter dem Titel CFQ. Seit 2007 erscheint das Magazin online mit dem Titel Cinefantastique – The Website with a Sense of Wonder.

## Geschichte und Inhalt
Die Auflage betrug anfangs 1.000 Stück pro Ausgabe, lag Mitte der 1980er Jahre bei etwa 25.000 Exemplaren und stieg bis circa 2000 auf weltweit 30.000 Exemplare pro Ausgabe. Das Magazin enthält oft mehrere Dutzend Seiten umfassende Rezensionen und Retrospektiven über die Filme und Fernsehserien und bietet ausführliche Informationen beispielsweise über die Herstellung von Spezialeffekten und das Produktionsdesign. Den thematischen Schwerpunkt eines verhältnismäßig großen Teils der in den 1980er und 1990er Jahren erschienenen Hefte bildeten die Star-Trek-Kinofilme und -Fernsehserien. Die Ausgaben erschienen zunächst quartalsweise, wobei ein Teil von ihnen als wesentlich umfangreichere Special Double Issues herausgegeben wurde. Von 1995 bis 1999 erschien die Zeitschrift zweimonatlich.
Mit dem Magazin beziehungsweise mit seinem Vorläufer, einem erstmals 1967 erschienenen, gleichnamigen Newsletter, beabsichtigte der Herausgeber Frederick S. Clark eine kritischere und seriösere Berichterstattung über Filmproduktionen in diesen Genres zu bieten, als es in den 1960er Jahren in den USA der Fall war. Dadurch berichtete das Magazin auch über negative Aspekte von Filmproduktionen, etwa über Drehbuchautoren, die um ihre Einnahmen betrogen worden waren. Dieser Stil führte dazu, dass die Zeitschrift von einigen Filmstudios mitunter boykottiert wurde.
Nach dem Suizid Clarks im Jahr 2000 und mit der zunehmenden Verbreitung des Internets gingen die Verkaufszahlen des Printmagazins deutlich zurück, so dass es 2006 eingestellt wurde.

## Bedeutung und Beurteilung
Die Zeitung Chicago Tribune beschrieb die Cinefantastique im Jahr 2000 als ein für lange Zeit einflussreiches Magazin für Entertainment-Autoren und Branchen-Insider (“Cinefantastique has long been an influential magazine for entertainment writers and industry insiders.”). Die Los Angeles Times schrieb 2000: „Klein, aber mächtig, ist es [das Magazin] so etwas wie ein kleiner David, der, auch wenn er die Goliaths der Filmindustrie nicht ermordet hat, sie doch sicher geängstigt hat.“ (Originalzitat: “Small but mighty, it is something of a little David that, if it hasn't slain motion picture industry Goliaths, has certainly angered them.”)

„[Cinefantastique] is by far the most useful U.S. fantastic-cinema magazine, being less juvenile in orientation and (apparently) less dependent on the studios for pictorial material, and thus more independent in its judgments […].“

„[Cinefantastique] ist bei weitem das nützlichste US-Magazin über das fantastische Kino, weniger jugendlich orientiert und (scheinbar) weniger abhängig von den Studios hinsichtlich des Bildmaterials – und deshalb unabhängiger in seinen Beurteilungen.“

„All that … information--mixed with sophisticated reviews, script analyses and gore--makes Cinefantastique appear to be an intriguing combination of E.C. Monster Comics, Cahiers du Cinema and Popular Mechanics.“

„All diese Informationen – gemischt mit anspruchsvollen Reviews, Manuskript-Analysen und Blut – machen Cinefantastique zu einer faszinierenden Kombination aus EC-Monster-Comics, Cahiers du cinéma und Popular Mechanics.“